# (1268) Ливия
(1268) Ливия (араб. ليبيا‎) — довольно крупный астероид внешней части главного пояса, который был открыт 29 апреля 1930 года южноафриканским астрономом Сирилом Джексоном в обсерватории Йоханнесбурга и назван в честь государства в Африке — Ливии.

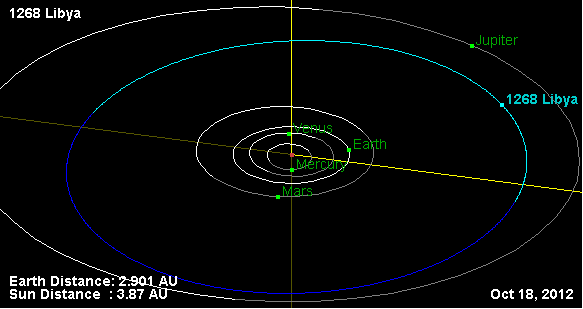
Орбита астероида Ливия и его положение в Солнечной системе